# Langouet
Langouet (tiếng Breton: Langoed) là một xã của tỉnh Ille-et-Vilaine, thuộc vùng Bretagne, miền tây bắc nước Pháp.

## Dân số
Người dân ở Langouet được gọi là Langouëtiens.
| Năm | 1962 | 1968 | 1975 | 1982 | 1990 | 1999 | 2007 |
| --- | ---- | ---- | ---- | ---- | ---- | ---- | ---- |
| Dân số | 257  | 278  | 317  | 418  | 454  | 537  | 663  |
| From the year 1962 on: No double counting—residents of multiple communes (e.g. students and military personnel) are counted only once. |      |      |      |      |      |      |      |